# Babelomurex
Babelomurex là một chi ốc biển, là động vật thân mềm chân bụng sống ở biển trong họ Muricidae, họ ốc gai.

## Các loài
Các loài thuộc chi Babelomurex bao gồm các loài :
- Babelomurex armatus Sowerby III, 1912[3]
- Babelomurex atlantidis Oliverio & Gofas, 2006[4]
- Babelomurex benoiti (Tiberi, 1855)[5]
- Babelomurex cariniferoides (Shikama, T., 1966)[6]
- Babelomurex cariniferus (Sowerby, 1834)[7]
- Babelomurex centimanus Kosuge, 1985[8]
- Babelomurex couturieri (Jousseaume, 1898)[9]
- Babelomurex cristatus (Kosuge, 1979)[10]
- Babelomurex dalli (Emerson & D'Attilio 1963)[11]
- Babelomurex deburghiae (Reeve, 1857)[12]
- Babelomurex depressispiratus Oliverio, 2008[13]
- Babelomurex diadema (A. Adams, 1854)[14]
- Babelomurex echinatus (Azuma, M., 1970)[15]
- Babelomurex fax (F. M. Bayer, 1971)[16]
- Babelomurex finchii (Fulton, H.C., 1930)[17]
- Babelomurex fruticosus (Kosuge, 1979)[18]
- Babelomurex fusiformis (Martens, 1902)
- Babelomurex glaber Kosuge, 1998[19]
- Babelomurex hirasei Shikama, 1964[20]
- Babelomurex indicus (Smith, 1899)[21]
- Babelomurex japonicus (Dunker, R.W., 1882)[22]
- Babelomurex juliae (Clench & Aguayo, 1939)
- Babelomurex kawamurai (Kira, 1959)[23]: forms a complex
- Babelomurex kawanishii (Kosuge, 1979)
- Babelomurex kinoshitai (Fulton, 1930)[24]
- Babelomurex kuroharai (Habe, 1970)
- Babelomurex latipinnatus (Azuma, 1961)
- Babelomurex lischkeanus (Dunker, 1882)[25]
- Babelomurex longispinosus (Suzuki, 1972)[26]
- Babelomurex macrocephalus Oliverio, 2008[27]
- Babelomurex mansfieldi (McGinty, 1940)[28]
- Babelomurex marumai Habe & Kosuge, 1970[29]
- Babelomurex mediopacificus (Kosuge, 1979)
- Babelomurex memimarumai Kosuge, 1985
- Babelomurex microspinosus Kosuge, 1988[30]
- Babelomurex miyokoae Kosuge, 1985
- Babelomurex multispinosa Shikama 1966[31]
- Babelomurex nakamigawai (Kuroda, 1959)[32]
- Babelomurex nakayasui (Shikama, 1970)[33]
- Babelomurex natalabies Oliverio, 2008[34]
- Babelomurex neocaledonicus Kosuge & Oliverio, 2001[35]
- Babelomurex pallox Oliverio, 2008[36]
- Babelomurex princeps (Melvill, 1912)[37]
- Babelomurex problematicus (Kosuge, 1980)[38]
- Babelomurex purpuraterminus (Kosuge, 1979)[39]
- Babelomurex purpuratus (Chenu, 1859)[40]
- Babelomurex ricinuloides (Schepman, 1911)[41]
- Babelomurex sentix (Bayer, 1971)[42]
- Babelomurex shingomarumai (Kosuge, 1981)[43]
- Babelomurex spinaerosae (Shikama, 1970)
- Babelomurex spinosus Hirase, 1908[44]
- Babelomurex stenospinus (Kuroda, 1961)[45]
- Babelomurex takahashii (Kosuge, 1979)[46]
- Babelomurex tectumsinensis (Deshayes, 1856)[47]
- Babelomurex tosanus (Hirase, 1908)[48]
- Babelomurex tuberosus (Kosuge, 1980)[49]
- Babelomurex tumidus (Kosuge, 1980)
- Babelomurex virginiae Kosuge & Oliverio, 2004[50]
- Babelomurex wormaldi (Powell, 1971)
- Babelomurex yamatoensis Kosuge, 1986
- Babelomurex yumimarumai Kosuge, 1985[51]

Các loài được đưa vào đồng nghĩa
- Babelomurex fearnleyi (Emerson, W.K. & A. d' Attilio, 1965)[52]: đồng nghĩa của Coralliophila fearnleyi (Emerson & D'Attilio, 1965)
- Babelomurex gili Kosuge, 1990[53]:đồng nghĩa của Babelomurex tectumsinensis (Deshayes, 1856)

## Hình ảnh

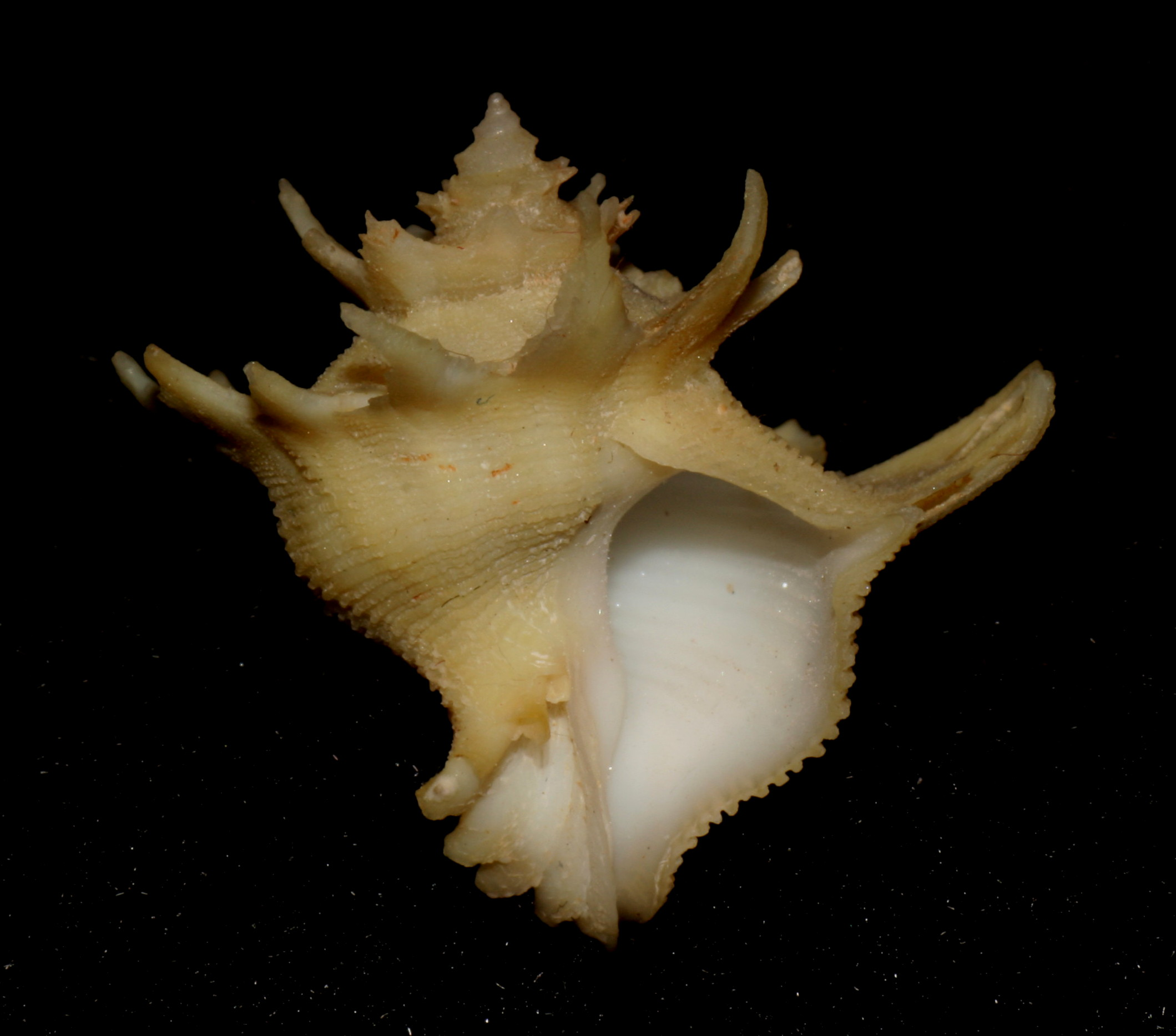